# Tone Tomšič
Tone Tomšič-Gašper, slovenski komunist, prvoborec, partizan in narodni heroj, * 9. junij 1910, Trst, † 21. maj 1942, Gramozna jama pri Ljubljani.

## Življenjepis
Družina Toneta Tomšiča (oče Mihael, mati Ivanka) je izhajala iz vasi Bač pri Knežaku. V Trstu so živeli v predmestju Rojan. Oče Mihael je bil zaposlen kot železničar. Po 1. svetovni vojni so se zaradi fašističnega terorja izselili in od takrat živeli v Ljubljani. V družini je bilo sedem otrok, od tega sta dva umrla kot otroka. 
Gimnazijo je obiskoval v Ljubljani in na Ptuju, maturiral leta 1930 v Ljubljani. Pravo je študiral v Ljubljani in Zagrebu. Od leta 1928 je bil član SKOJ in nato CK KPS. Zaradi političnega delovanja je bil večkrat zaprt. Že pred drugo svetovno vojno je moral v ilegalo (ilegalno ime: Gašper). Po okupaciji je postal organizacijski sekretar CK KPS. Decembra 1941 ga je skupaj z ženo Vido Tomšič, tudi ilegalno aktivistko, aretirala italijanska policija. Zasliševali in mučili so ga  italijanski in nemški okupacijski organi v Ljubljani in v Begunjah. Pred italijanskim vojnim vojaškim sodiščem v Ljubljani je bil obsojen na smrt in 21. maja 1942 ustreljen v Gramozni jami v Ljubljani. Za narodnega heroja Jugoslavije je bil proglašen 25. oktobra 1943. Pokopan je v grobnici herojev v Ljubljani.
Tonetu in Vidi Tomšič se je v ilegali avgusta 1941 rodil sin, ki so mu pri ilegalnem krstu dali ime Mihael Gabrijel Tomšič. Do polnopravnosti sodbe staršem je sina skrivala mreža sodelavcev Osvobodilne Fronte.
Že 23. julija 1942 je bila po njem imenovana na novo ustanovljena 1. slovenska narodnoosvobodilna udarna brigada »Tone Tomšič«.
Po Tonetu Tomšiču je imenovan Akademski pevski zbor Tone Tomšič, ki je ime ohranil tudi po osamosvojitvi Slovenije.